# Patrioti di Russia
Patrioti di Russia (in russo: Патриоты России, Patrioty Rossii) è stato un partito politico russo di sinistra. È stato istituito nell'aprile 2005 da Gennady Semigin, che è stato espulso dal Partito Comunista della Federazione Russa dopo aver fallito in una lotta di potere con Gennady Zyuganov.

## Storia
Nel 2006 Gennadiy Semigin e il suo nuovo partito "Patrioti di Russia" si unirono al partito Rodina nella Duma. A seguito della fusione di Rodina con il Partito Russo della Vita e il Partito dei Pensionati Russi sotto la guida di Sergey Mironov nell'ottobre 2006 per formare il partito Russia Giusta, "Patrioti di Russia" ha dichiarato la sua intenzione di presentarsi da solo alle elezioni del 2007.
Nel 2008, il Partito della Rinascita della Russia e il Partito della Pace e dell'Unità hanno collaborato con il Partito dei Patrioti di Russia nelle elezioni della Duma di Stato del 2016, uno dei suoi candidati era Alexander Rutskoy, ex vicepresidente della Russia.
I Patrioti della Russia hanno annunciato che non si sarebbero candidati alle elezioni presidenziali russe del 2018 e che il partito avrebbe sostenuto l'attuale presidente Vladimir Putin per le elezioni.
Il 22 febbraio 2021 si è sciolto confluendo nel partito Russia Giusta.